# Śpiewaj i walcz
Śpiewaj i walcz – polski program o formule talent show emitowany w 2010 roku w TVP1. Prowadzili go Artur Orzech i Aleksandra Rosiak.
Był to konkurs wokalny, w którym, po wstępnych eliminacjach dokonywanych przez specjalną komisję, członkowie jury na każdym z castingów, które odbyły się w Warszawie, Gdańsku, Krakowie i we  Wrocławiu wybierali pięciu uczestników. Telewidzowie, za pomocą wysyłanych SMS-ów, decydowali o awansie czwórki z nich do kolejnego etapu.
Uczestnicy musieli przygotować pięć z góry ustalonych polskich piosenek, z których jury wybierało jedną lub dwie, które wykonawcy musieli zaprezentować. W drugim etapie, emitowanym na żywo, uczestnicy byli podzieleni na dwie grupy, z których odpadły po trzy osoby. Natomiast w etapie trzecim 12 wykonawców rywalizowało przez siedem tygodni.

## Jurorzy programu
- Krystyna Prońko
- Marek Kościkiewicz
- Mark Tysper

## Prowadzący programu
- Artur Orzech
- Aleksandra Rosiak

## I edycja

### Uczestnicy
| Miejsce | Wokalista/Formacja      |
| ------- | ----------------------- |
| 1.      | Małgorzata Rostoczyńska |
| 2.      | Juliusz Nyk             |
| 3.      | Zero Procent            |
| 4.      | Małgorzata Główka       |
| 5.      | Anna Szatybełko         |
| 6.      | Martyna Ciok            |
| 7.      | DeMorela                |
| 8.      | Agnieszka Zawidzka      |
| 9.      | Anna Zielińska "Nuno"   |
| 10.     | Przemysław Radziszewski |
| 11.     | Monika Hetmańska        |
| 12.     | Joanna Dec "Asteya"     |
| 14.     | Przemysław Szczotko     |
| 14.     | Avocado                 |
| 16.     | Adela Konop             |
| 16.     | Edson Ganga Neto        |

### Tabela odcinkowa
| Wokalista/Formacja      | Odcinek 5                        | Odcinek 6                     | Odcinek 7                | Odcinek 8                   | Odcinek 9                                     | Odcinek 10 Ćwierćfinał      | Odcinek 11 Półfinał               | Odcinek 12 Finał                 |
| ----------------------- | -------------------------------- | ----------------------------- | ------------------------ | --------------------------- | --------------------------------------------- | --------------------------- | --------------------------------- | -------------------------------- |
| Małgorzata Rostoczyńska | X                                | Zamiast (16)                  | X                        | Znalazłam (16)              | X                                             | Chłopaki nie płaczą (13)    | Mniej niż zero (15)               | Dziwny jest ten świat (18)       |
| Juliusz Nyk             | Jest taki samotny dom (14)       | X                             | Gdy nie ma dzieci (13)   | X                           | Wszystko mi mówi , że mnie ktoś pokochał (16) | X                           | Baśka (16)                        | Naiwne pytania (18)              |
| Zero Procent            | Kryzysowa narzeczona (11)        | X                             | Cykady na cykladach (15) | X                           | Nogi (12)                                     | X                           | Sen o Warszawie (18)              | Prześliczna wiolonczelistka (16) |
| Małgorzata Główka       | Myśli i słowa (9)                | X                             | Coś optymistycznego (11) | X                           | Szał (13)                                     | X                           | Antidotum (12)                    | Nikt na świecie nie wie (11)     |
| Anna Szatybełko         | X                                | Dziś już wiem (13)            | Tak tak, to ja (11)      | X                           | Podaruj mi trochę słońca (14)                 | X                           | Jestem kobietą (13)               | 10 przykazań (13)                |
| Martyna Ciok            | Pokaż, na co cię stać (13)       | X                             | X                        | Nasze rendez-vous (16)      | X                                             | Bossa nova do poduszki (15) | Mój jest ten kawałek podłogi (15) | Boskie Buenos (16)               |
| DeMorela                | X                                | Trudno nie wierzyć w nic (15) | X                        | Nie ma wody na pustyni (13) | X                                             | Lepszy model (14)           | Śpij kochanie , śpij (14)         | Za późno (14)                    |
| Agnieszka Zawidzka      | Tyle słońca w całym mieście (10) | X                             | X                        | Prawy do le wego (9)        | X                                             | Dumka na dwa serca (14)     | Szczęśliwego Nowego Jorku (12)    | Eliminacja                       |
| Anna Zielińska "Nuno"   | X                                | Opowieść (13)                 | X                        | [SIC!] (12)                 | X                                             | Ale wkoło jest wesoło (11)  | Eliminacja                        | Eliminacja                       |
| Przemysław Radziszewski | X                                | Martwe morze (10)             | Na falochronie (8)       | X                           | Nie dokazuj (12)                              | Eliminacja                  | Eliminacja                        | Eliminacja                       |
| Monika Hetmańska        | X                                | Do kołyski (15)               | X                        | Żałuję (8)                  | Eliminacja                                    | Eliminacja                  | Eliminacja                        | Eliminacja                       |
| Joanna Dec "Asteya"     | Na kolana (13)                   | X                             | Brzydcy (12)             | Eliminacja                  | Eliminacja                                    | Eliminacja                  | Eliminacja                        | Eliminacja                       |
| Przemysław Szczotko     | X                                | Niepokonani (16)              | Eliminacja               | Eliminacja                  | Eliminacja                                    | Eliminacja                  | Eliminacja                        | Eliminacja                       |
| Avocado                 | X                                | Jawa (11)                     | Eliminacja               | Eliminacja                  | Eliminacja                                    | Eliminacja                  | Eliminacja                        | Eliminacja                       |
| Adela Konop             | Kocham cię, kochanie moje (9)    | Eliminacja                    | Eliminacja               | Eliminacja                  | Eliminacja                                    | Eliminacja                  | Eliminacja                        | Eliminacja                       |
| Edson Ganga Neto        | Warszawa (9)                     | Eliminacja                    | Eliminacja               | Eliminacja                  | Eliminacja                                    | Eliminacja                  | Eliminacja                        | Eliminacja                       |